# Hubble Deep Field

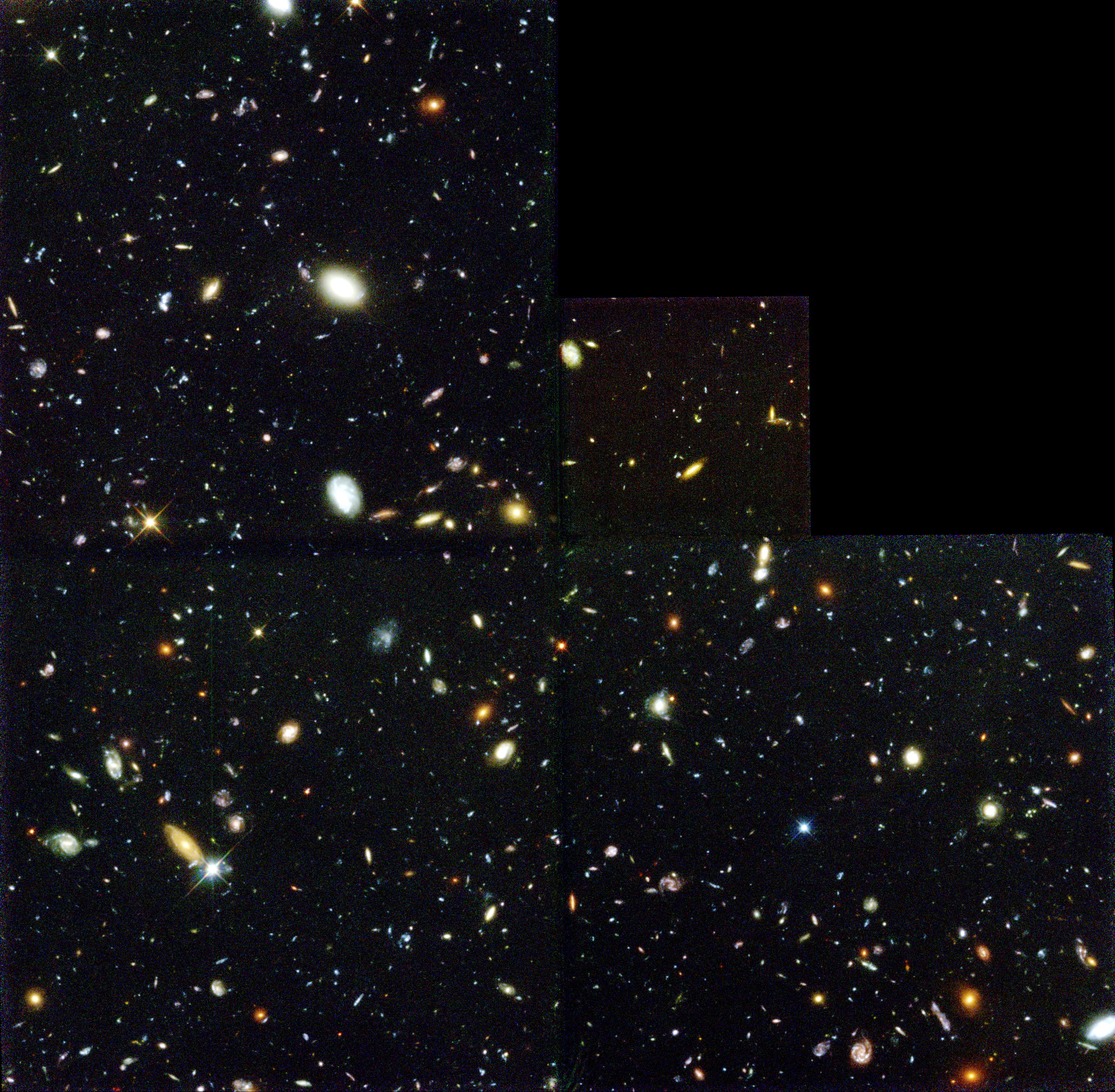
Imaginea Hubble Deep Field.

Hubble Deep Field (HDF) este o imagine a unei mici regiuni din constelația Ursa Mare, bazată pe rezultatele unei serii de observații realizate de telescopul spațial Hubble. Imaginea acoperă o zonă cu lățimea de 15 minute de arc, echivalentă în dimensiune unghiulară cu o minge de tenis (de 65 mm) văzută de la o distanță de 100 metri, și cu a două-milioana parte din cer. Imaginea este compusă din 342 de expuneri separate efectuate cu Camera planetară și de câmp larg 2 de-a lungul a zece zile consecutive între 18 și 28 decembrie 1995.
Regiunea este atât de mică încât doar câteva stele din Calea Lactee se văd în direcția ei; astfel, aproape toate cele 3000 de obiecte din imagine sunt galaxii, unele dintre ele printre cele mai tinere și mai depărtate galaxii cunoscute. Deoarece a dezvăluit un număr atât de mare de galaxii foarte tinere, imaginea HDF a devenit o imagine de referință în studiul istoriei vechi a universului, și a fost sursa a aproximativ 400 de lucrări știintifice după realizarea ei.
La trei ani după ce s-au efectuat observațiile ce au dat naștere imaginii HDF, în același fel a fost studiată o regiune de pe cerul emisferei de sud, imaginea rezultată fiind denumită Hubble Deep Field South. Asemănările dintre cele două regiuni au confirmat că universul este uniform la scară mare și că Pământul ocupă o regiune cu nimic deosebită de restul universului (principiu numit principiul cosmologic). În 2004 a fost asamblată o altă imagine a unor obiecte aflate și mai departe, și numită Hubble Ultra Deep Field (HUDF), de-a lungul a unsprezece zile de observații. Imaginea HUDF este cea mai detaliată imagine astronomică realizată vreodată în lungimi de undă vizibile.

## Concepția

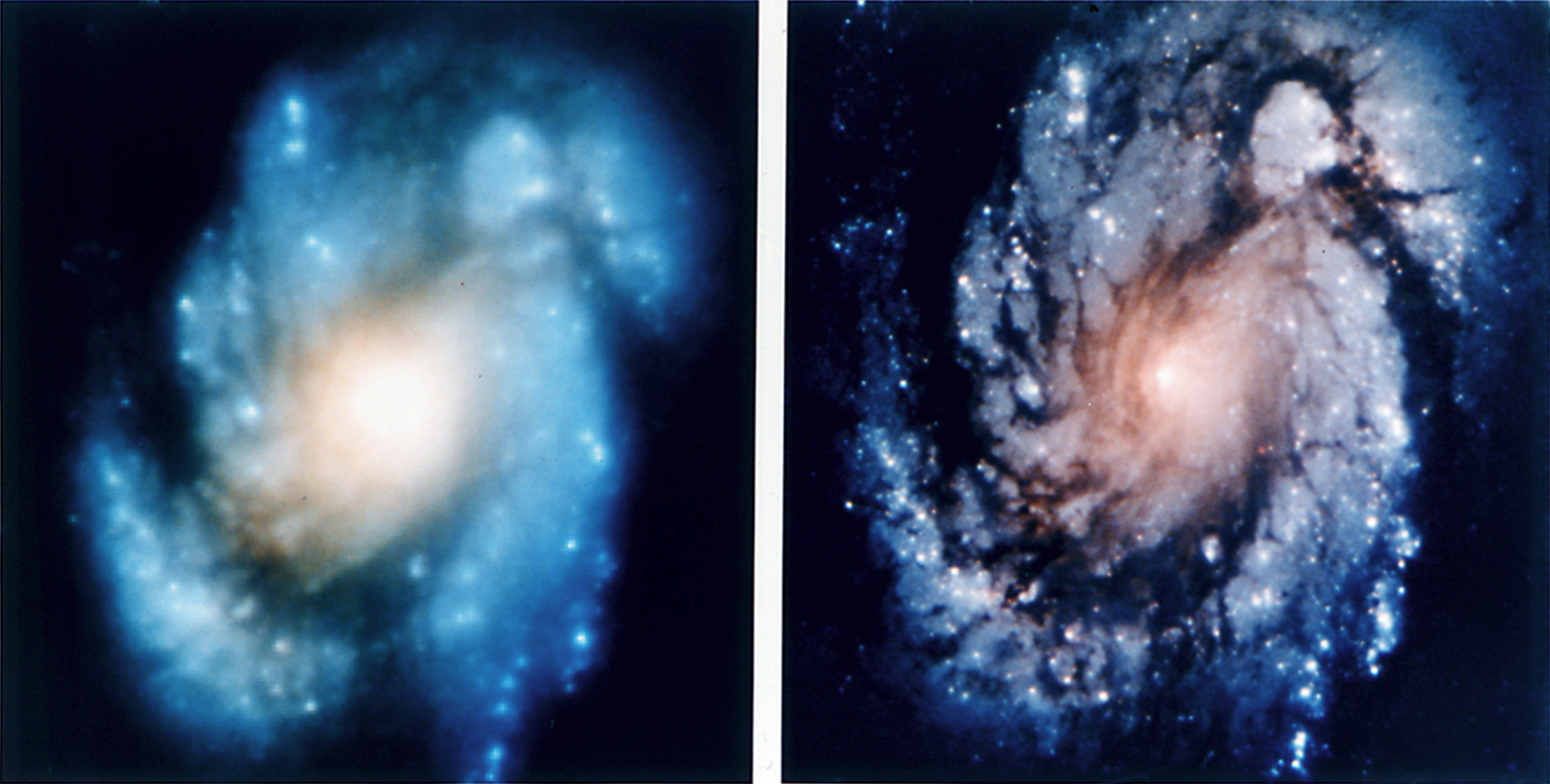
Îmbunătăţirea drastică a calităţii imaginilor date de Hubble după ce instalarea dispozitivelor optice corectoare a încurajat încercările de a obţine imagini ale galaxiilor îndepărtate

Unul din scopurile–cheie ale astronomilor care au proiectat telescopul spațial Hubble era cel de a îi folosi înalta rezoluție optică pentru a studia galaxii îndepărtate la un nivel de detaliu imposibil de obținut de la sol. Aflat deasupra atmosferei, Hubble nu suferă din cauza strălucirii atmosferei, fapt ce îi permite să obțină imagini în domeniul vizibil și al ultravioletelor, imagini ce nu pot fi obținute de telescoapele terestre limitate (când vor deveni disponibile sisteme optice de corecție adaptive de calitate în domeniul vizibil, telescoapele terestre de 10 m ar putea deveni competitive). Deși oglinda telescopului suferea aberație de sfericitate când telescopul a fost construit în 1990, acesta putea să fie folosit pentru a obține imagini ale galaxiilor îndepărtate de calitate superioară celor ce puteau fi obținute anterior. Deoarece drumul luminii de la galaxiile cele mai îndepărtate până la Pământ durează miliarde de ani, ele apar în imagini așa cum erau ele acum câteva miliarde de ani; astfel, extinderea ariei de cuprindere a acestor cercetări până la galaxii din ce în ce mai îndepărtate permite o înțelegere mai bună a evoluției acestora.
După ce aberația de sfericitate a fost corectată în timpul misiunii STS-61 a navetei spațiale în 1993, dispozitivele telescopului, acum excelente, de aciziție de imagini au fost folosite pentru a studia galaxii din ce în ce mai îndepărtate și mai slab luminoase. Medium Deep Survey (MDS) a folosit Camera planetară și de câmp larg 2 pentru a obține imagini îndepărtate ale unor regiuni aleatoare în timp ce celelalte instrumente erau folosite pentru observații planificate. În același timp, alte programe dedicate se concentrau pe galaxii cunoscute prin observații de la sol. Toate aceste studii au dezvăluit diferențe substanțiale între proprietățile galaxiilor de astăzi și cele ale galaxiilor ce existau acum câteva miliarde de ani.
Până la 10% din timpul de observație al HST era desemnat drept timp la discreția directorului, și era acordat în mod obișnuit astronomilor care doreau să studieze fenomene neașteptate și trecătoare, cum ar fi supernovele. Imediat ce s-a văzut că dispozitivele optice de corecție ale lui Hubble se comportau corect, Robert Williams, pe atunci director al Institutului Științific al Telescopului Spațial, a decis să dedice o porțiune substanțială din timpul aflat la discreția sa în 1995 studiului galaxiilor îndepărtate. Un comitet de consiliere special a recomandat să fie folosită Camera planetară și de câmp larg 2 pentru a fotografia o porțiune "tipică" de cer la o latitudine galactică mare, folosind câteva filtre optice. A fost constituit un grup de lucru care să dezvolte și să implementeze proiectul.

## Alegerea țintei

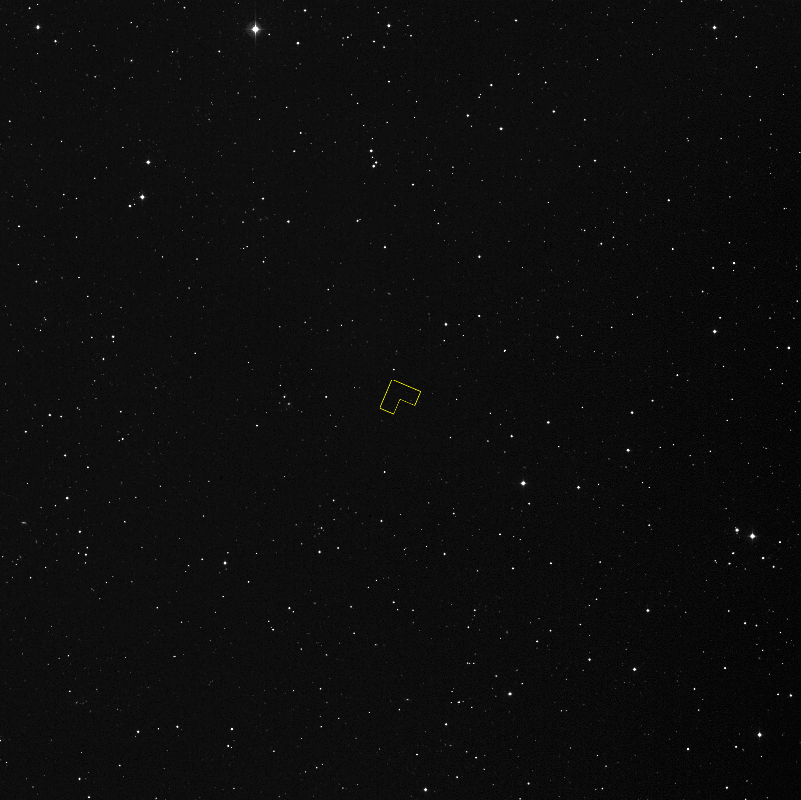
Imaginea HDF este în centrul acestei imagini, cu lăţimea de un grad, ceea ce arată natura obișnuită a acestei porțiuni de cer.

Câmpul selectat pentru observații trebuia să îndeplinească anumite criterii. Trebuia să fie la o latitudine galactică mare, deoarece praful și materia din planul discului galaxiei Calea Lactee împiedică observațiile asupra galaxiilor îndepărtate. Câmpul de observat trebuia să evite și sursele puternice cunoscute de lumină vizibilă (cum ar fi stele aflate în față), și emisiile de lumină infraroșie, ultravioletă și de raze X, pentru a facilita studiile ulterioare la mai multe lungimi de undă ale obiectelor din imagine. De asemenea, trebuia să fie într-o regiune în care este foarte scăzută radiația de fundal din domeniul infraroșu (despre care se crede că este cauzată de granule calde de praf aflate în norii reci de hidrogen).
Aceste criterii reduceau considerabil numărul regiunilor cu potențialul de a fi fotografiate. S-a decis ulterior ca ținta să se afle în „zona de vizualizare continuă” a lui Hubble (CVZ)—regiunile de cer care nu sunt ascunse de Pământ sau de Lună în timpul orbitei lui Hubble. Grupul de lucru a hotărât să se concentreze asupra zonei de vizualizare continuă de nord, astfel încât telescoapele din emisfera nordică, cum ar fi telescoapele Keck, să poată efectua observații ulterioare.
Au fost identificate la început douăzeci de regiuni care satisfăceau toate aceste criterii, dintre care au fost alese trei candidate optime, toate din constelația Ursa Mare. Observațiile din domeniul radio au eliminat una dintre aceste trei regiuni deoarece conținea o sursă radio puternică, iar decizia finală s-a luat pe baza disponibilității stelelor de ghidaj în apropierea regiunii: observațiile Hubble necesitau o pereche de stele apropiate pentru a servi drept bază de calcul pentru senzorii de ghidaj fin de-a lungul expunerii, dar dată fiind importanța acestor observații, grupul de lucru a pus condiția existenței unui set secund de stele de rezervă. Regiunea selectată în cele din urmă se află la o ascensiune dreaptă de 12h 36m 49.4s și o declinație de +62° 12′ 48″ .

## Observațiile

HDF se află în Zona de Vizibilitate Continuă de nord a lui Hubble, după cum se vede în această diagramă.

Odată ce a fost aleasă o regiune, trebuia să fie dezvoltată strategia de observație. O hotărâre importantă era determinarea filtrelor de folosit la observații; Camera planetară și de câmp larg 2 este echipată cu 48 de filtre, inclusiv filtre de bandă îngustă care izolează anumite linii de emisie de interes astronomic, și filtre de bandă largă utile pentru studiul culorilor stelelor și galaxiilor. Alegerea filtrelor de folosit pentru HDF depindea de eficiența fiecărui filtru— proporția totală de lumină pe care o lasă să treacă— și acoperirea spectrală disponibilă. Se dorea folosirea unor filtre ale căror benzi de trecere se suprapuneau cât mai puțin.
În final, au fost alese patru filtre de bandă largă, centrate la lungimile de undă de 300 nm (aproape de ultraviolet), 450 nm (lumină albastră), 606 nm (lumină roșie) și 814 nm (aproape de infraroșu). Deoarece eficiența cuantică a detectoarelor lui Hubble este destul de scăzută la 300 nm, zgomotul observațiilor la această lungime de undă este datorat în primul rând zgomotului CCD și nu fundalului cerului; deci, aceste observații puteau fi efectuate în momente când zgomotul mare de fundal ar fi afectat calitatea observațiilor efectuate în alte frecvențe.
Au fost făcute fotografii ale zonei țintă în filtrele alese pe parcursul a zece zile, timp în care Hubble s-a rotit în jurul Pământului de aproximativ 150 de ori. Timpii totali de expunere la fiecare lungime de undă au fost de 42,7 ore (300 nm), 33,5 ore (450 nm), 30,3 ore (606 nm) și 34,3 ore (814 nm), împărțiți în 342 de expuneri individuale pentru a preveni stricarea semnificativă a imaginilor individuale din cauza razelor cosmice, care cauzează apariția unor benzi luminoase atunci când lovesc senzorii CCD.

## Prelucrarea datelor

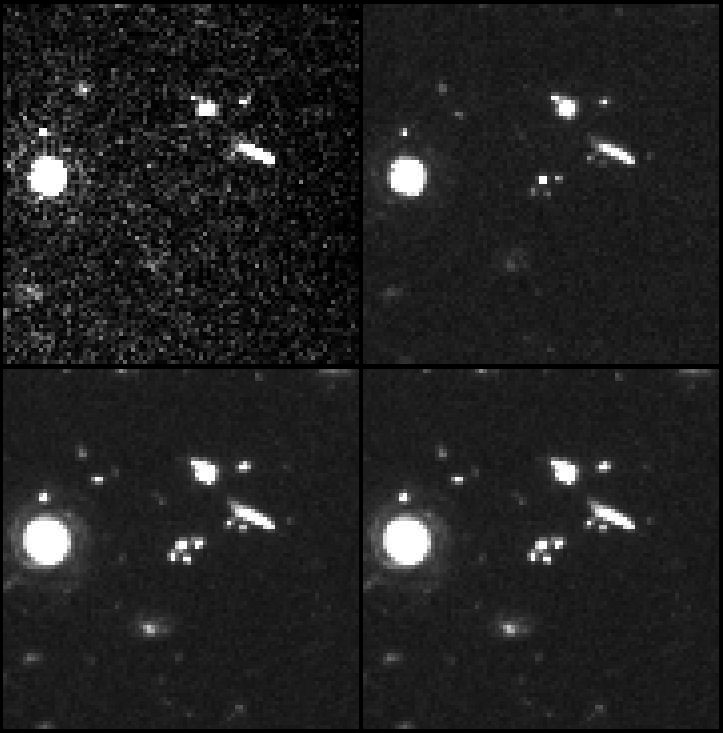
O secţiune din HDF de lăţime aproximativ 14 secunde de arc în fiecare din cele patru lungimi de undă folosite pentru a construi versiunea finală: 300 nm (stânga sus), 450 nm (dreapta sus), 606 nm (stânga jos) și 814 nm (dreapta jos)

Producerea unei imagini finale combinate la fiecare lungime de undă a fost un proces complex. Pixeli luminoși cauzați de impactul razelor cosmice în timpul expunerii au fost eliminați comparând expunerile de durată egală efectuate una după alta, și identificând pixelii afectați de raze cosmice în doar una din expuneri. Resturile de obiecte artificiale prezente în imaginile inițiale au fost eliminate cu grijă.
Lumina difuză de pe Pământ era evidentă în aproximativ un sfert din cadrele de date. Aceasta a fost eliminată luând o fotografie afectată de lumină difuză, aliniind-o cu una neafectată, și scăzând imaginea neafectată din cea afectată. Imaginea rezultată era corectată, și putea fi apoi scăzută din cadrul prea luminos. Această procedură a eliminat aproape în întregime lumina difuză din imaginile afectate.
Odată ce toate cele 342 de imagini individuale au fost curățate de impactul razelor cosmice și de lumina difuză, ele a trebuit să fie combinate. Oamenii de știință implicați în observațiile HDF au dezvoltat în premieră o tehnică numită drizzling, în care poziționarea telescopului era variată câte puțin între diferitele seturi de expuneri. Fiecare pixel de pe cipurile CCD ale Camerei planetare și de câmp larg 2 înregistra o suprafață de cer de 0,09 secunde de arc lățime, dar schimbând direcția în care este îndreptat telescopul cu mai puțin decât atât între expuneri, imaginile rezultate erau combinate folosind tehnici sofisticate de prelucrare de imagini pentru a da o rezoluție unghiulară superioară decât această valoare. Imaginile HDF produse la fiecare lungime de undă aveau în final o rezoluție de 0,03985 secunde de arc pe pixel.
După prelucrarea datelor au rezultat patru imagini monocrome, una pentru fiecare lungime de undă. Combinarea acestora pentru a obține imaginile color prezentate publicului a fost un proces relativ arbitrar, câte o imagine fiind desemnată drept roșu, verde și albastru, iar cele trei imagini combinate dând o imagine color. Deoarece lungimile de undă la care au fost făcute fotografiile nu corespund lungimilor de undă pentru lumina roșie, verde și albastră, culorile din imaginea finală dau o reprezentare aproximativă a culorilor reale ale galaxiilor din imagine; alegerea filtrelor pentru HDF (și pentru majoritatea imaginilor Hubble) a fost gândită în primul rând pentru a maximiza utilitatea științifică a observațiilor și nu de a crea imagini color corespunzătoare celor pe care le poate percepe ochiul uman.

## Conținutul imaginii
Imaginea finală a dezvăluit o pleiadă de galaxii îndepărtate. Aproximativ 3000 de galaxii diferite au putut fi identificate în imagine, atât galaxii neregulate, cât și galaxii în spirală, deși unele dintre ele au doar câțiva pixeli lățime. În total, se consideră că HDF conține mai puțin de zece stele din galaxie, aflate în prim-plan; de departe, majoritatea obiectelor din imagine sunt galaxii îndepărtate
În imagine apar în jur de cincizeci de obiecte punctiforme albastre. Multe par a fi asociate cu galaxiile apropiate lor, și care împreună formează lanțuri și arce: acestea par a fi regiuni în care se formează intensiv stele. Altele par a fi quasari îndepărtați. Astronomii au eliminat inițial posibilitatea ca unele obiecte punctiforme să fie pitice albe, deoarece sunt prea albastre pentru a fi consistente cu teoriile privind evoluția piticelor albe, teorii considerate valabile la acea vreme. Totuși, lucrări mai recente au arătat că multe pitice albe devin albastre cu trecerea timpului, dând suport ideii că HDF ar conține și pitice albe.

## Rezultate științifice

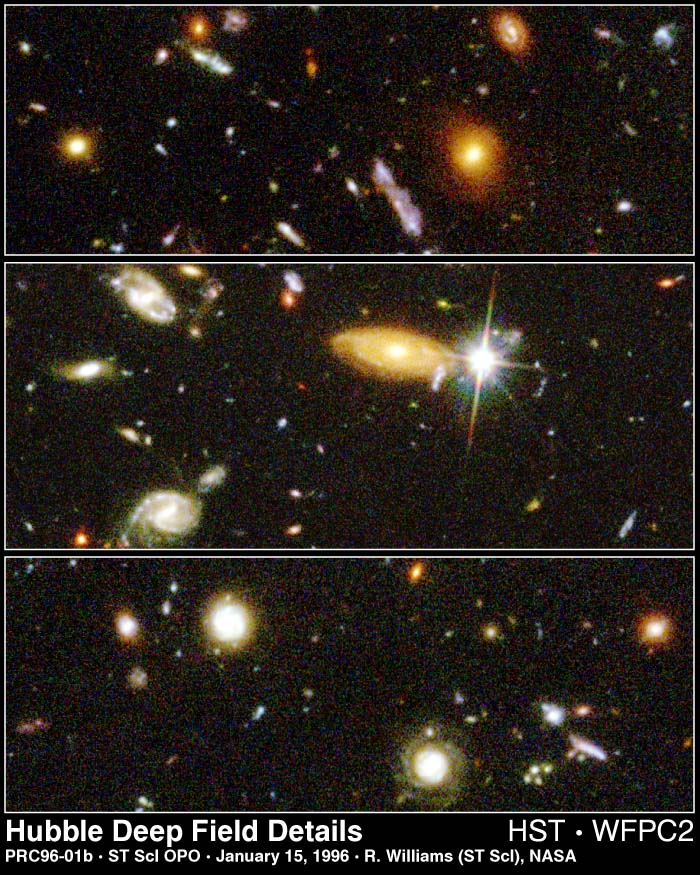
Detalii din HDF care ilustrează marea varietate de forme, dimensiuni şi culori ale galaxiilor din universul îndepărtat.

Datele din HDF au furnizat un material extrem de bogat pentru cosmologi. În 2005, fuseseră publicate 400 de lucrări pe baza HDF. Una dintre cele mai fundamentale descoperiri a fost descoperirea unui mare număr de galaxii a căror deplasare spre roșu este mare.
Universul extinzându-se, obiectele aflate mai departe de Pământ se îndepărtează de acesta mai repede, conform legii lui Hubble. Lumina de la galaxiile foarte îndepărtate este semnificativ afectată de deplasarea cosmologică spre roșu. În timp ce erau deja cunoscuți quasari cu deplasare spre roșu mare, fuseseră găsite puține galaxii cu deplasarea spre roșu mai mare ca 1 înaintea producerii imaginilor HDF. HDF, însă, conține multe galaxii a căror deplasare spre roșu ajunge până la 6, corespunzând unor distanțe de aproximativ 12 miliarde de ani lumină  Arhivat în 1 iulie 2011, la Archive.is. (Datorită deplasării spre roșu, majoritatea obiectelor îndepărtate din HDF nu sunt de fapt vizibile în imaginile Hubble ele pot fi detectate de telescoapele terestre doar în imagini ale acelei regiuni efectuate la lungimi de undă mai mari.)
Galaxiile din HDF conțin o porțiune considerabil mai mare de galaxii neregulate decât universul local; coliziuni și fuziuni de galaxii erau mai comune în universul tânăr, deoarece el era mult mai mic decât în ziua de astăzi. Se consideră că atunci când se ciocnesc galaxii neregulate și în spirală, se formează galaxii eliptice gigantice.
Bogăția de galaxii în etape diferite ale evoluției lor a permis de asemenea astronomilor să estimeze variația vitezei de formare a stelelor de-a lungul duratei de viață a universului. În timp ce estimările deplasărilor spre roșu ale galaxiilor din HDF sunt oarecum vagi, astronomii cred că formarea de stele avea cea mai mare viteză acum 10 miliarde de ani și de atunci a scăzut de zece ori.
Un alt rezultat important furnizat de HDF a fost numărul foarte mic de stele prezente în prim-plan. Ani de zile, astronomii și-au pus întrebări asupra naturii materiei întunecate, care pare a fi nedetectabilă dar care observațiile efectuate sugerează că reprezintă 90% din masa universului. A existat o teorie că materia întunecată constă din obiecte MACHO (în engleză Massive Astrophysical Compact Halo Objects) — obiecte neluminoase dar masive, cum ar fi piticele roșii și planetele din regiunile exterioare ale galaxiilor. HDF a arătat, însă, că nu există un număr semnificativ de pitice roșii în regiunile exterioare ale galaxiei noastre.

## Observații ulterioare

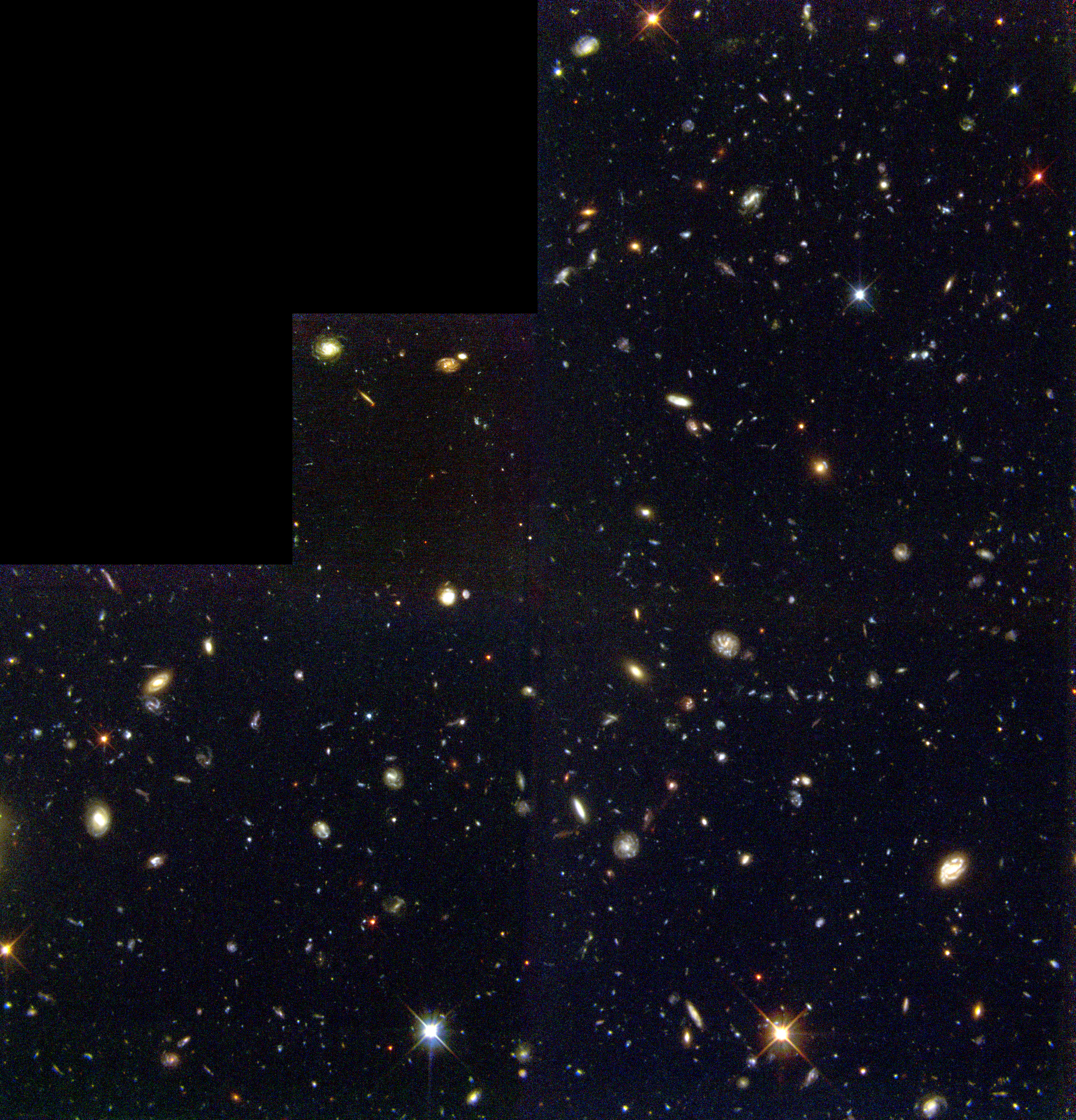
Imaginea Hubble Deep Field South arată foarte similar cu HDF, demonstrând Principiul Cosmologic.

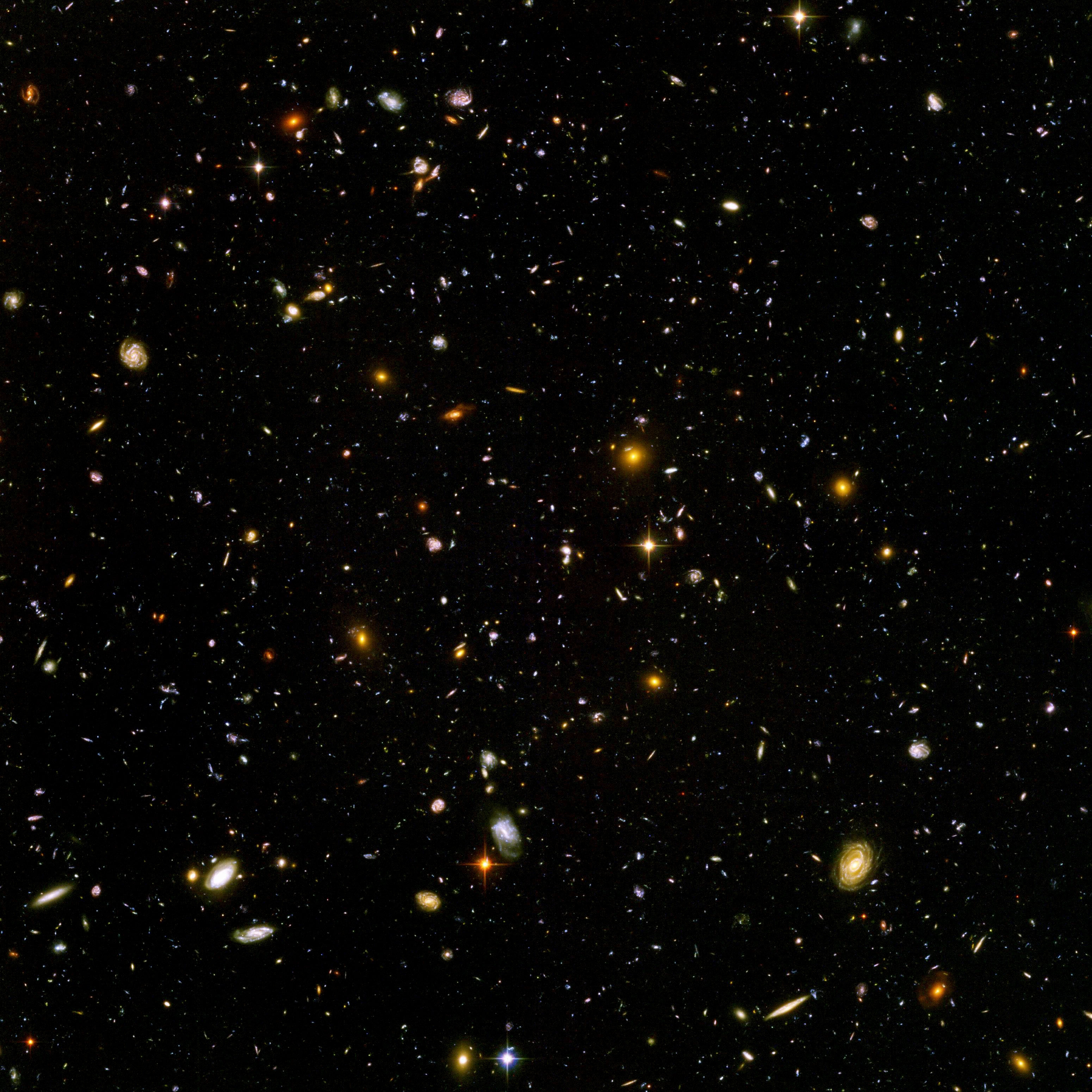
Hubble Ultra Deep Field reia aceeași idee. Cele mai mici și mai roșii galaxii, aproximativ 100, sunt unele din cele mai îndepărtate fotografiate vreodată cu un telescop optic.

HDF a reprezentat un punct de cotitură în cosmologia observațională și încă rămân multe informații de obținut din aceste imagini. Din 1995, acea secțiune de spațiu a fost observată de multe telescoape terestre, precum și de telescoape spațiale, la lungimi de undă ce variază de la radio la raze X.
Cu telescoapele terestre, mai ales cu ajutorul telescopului James Clerk Maxwell, au fost descoperite în zonă obiecte cu deplasarea spre roșu foarte mare. Deplasarea spre roșu mare înseamnă că aceste obiecte nu pot fi văzute în spectrul vizibil și în general sunt detectate în infraroșu sau în studii cu lungimi de undă submilimetrice.
Printre observațiile spațiale importante se numără cele efectuate de Observatorul de raze X Chandra și Observatorul Spațial Infraroșu (ISO). Observațiile în raze X au dezvăluit în regiune șase surse care corespund a trei galaxii eliptice: o galaxie în spirală, un nucleu galactic activ și un obiect extrem de roșu, considerat a fi o galaxie îndepărtată ce conține o cantitate mare de praf care îi absoarbe emisiile de lumină albastră.
Observațiile ISO au indicat emisii de infraroșu de la 13 galaxii vizibile în imaginile optice, emisii atribuite unor mari cantități de praf asociate cu formările intense de stele. Imaginile radio de la sol efectuate folosind VLA au arătat șapte surse radio în zonă, toate corespunzătoare unor galaxii vizibile în imaginile optice.
În 1998 a fost efectuată o imagine similară HDF în emisfera sudică: HDF-Sud. Creată folosind o strategie de observare similară, HDF-S seamănă mult cu imaginea HDF originală. Aceasta susține principiul cosmologic că la scară largă universul este omogen.